# Pontejos (Zamora)
Pontejos del Vino es una localidad española del municipio de Morales del Vino, en la provincia de Zamora, y la comunidad autónoma de Castilla y León.
Se encuentra situada a 2 kilómetros de Morales del Vino, la capital municipal, y 8 kilómetros de la ciudad de Zamora, la capital provincial. Es una de las localidades más antiguas del sur de la provincia de Zamora, al estar documentanda su existencia en el Fuero de Zamora (siglo XIII) bajo el nombre de Ponteyos de la Torre. De su caserío destaca la iglesia parroquial de la Asunción de Nuestra Señora, con interesantes tallas en su interior. Además es conocido por la abundancia de sus aguas, sus fuentes y sus verdes prados, lo que le confiere a su término una singular belleza.

## Etimología
Pontejos aparece documentado en el siglo XIII en el Fuero de Zamora como "Ponteyos de la Torre", por lo que su nombre podría derivar del vocablo latino "pons, pontis" en clara referencia a la presencia de un puente. Su apellido, "del Vino", indica la pertenencia de esta localidad a la comarca de la Tierra del Vino.

## Ubicación
Pontejos se encuentra ubicado en la comarca de la Tierra del Vino, a 2 km de Morales del Vino y 8 de Zamora. Su término linda al norte con Arcenillas, al este Casaseca de las Chanas, al oeste con Morales del Vino y al sur con Cazurra.

## Fauna y flora
Se encuentra rodeado de sotos que lo convierten en un bello enclave rural.
Entre su fauna, destaca la presencia de conejos, perdices, liebres, zorros, aguiluchos, palomas y cigüeñas, entre otros.

## Historia
Durante la Edad Media Pontejos quedó integrada en el Reino de León, siendo repoblada por sus monarcas, que lo denominaron Ponteyos de la Torre. Así, aparece citado en esta época en el Fuero de Zamora
Posteriormente, en la Edad Moderna, la localidad formó parte del Partido del Vino de la provincia de Zamora, tal y como reflejaba en 1773 Tomás López en Mapa de la Provincia de Zamora. 
Así, al reestructurarse las provincias y crearse las actuales en 1833, la localidad se mantuvo en la provincia zamorana, dentro de la región Leonesa, integrándose en 1834 en el partido judicial de Zamora.
Finalmente, en 1971, el antiguo municipio de Pontejos se integró en el de Morales del Vino.

## Geografía humana

### Demografía
| Gráfica de evolución demográfica de Pontejos entre 1842 y 1970 |
| |
| Población de derecho según los censos de población del INE Población de hecho según los censos de población del INEEntre el censo de 1981 y el anterior, este municipio desaparece porque se integra en el municipio 49127 (Morales del Vino) |

Los datos demográficos históricos indican que contaba con 42 vecinos 1591 o los 40 vecinos que tuvo en 1790, y que a Pontejos se agregó la parroquia de San Juan Degollado, del despoblado de Almancaya.

### Economía
Su economía está basada en la agricultura y ganadería.

## Patrimonio
De su patrimonio destaca la iglesia parroquial, con interesantes tallas en su interior, y una casa con escudo tallado en piedra que se encuentra situada frente a la espadaña de la iglesia.
La iglesia ha sido intervenida en varias ocasiones, como la que tuvo lugar en 1841 por hundimiento y una reforma de hace pocos años. Estas y otras intervenciones hacen que sólo conserve de la original la espadaña de sillería. En la actualidad cuenta con una sola nave con portada orientada al sur y protegida por un pórtico de reciente construcción. En su interior destacan las tallas existentes de Nuestra Señora de los Ángeles, un Crucifijo procesional, de San Juan Bautista datado a finales del siglo XVI, de San Antón Abad del siglo XVII, de la Virgen del Carmen del siglo XVII, la de San Antonio de Padua del siglo XIX y la de los obispos San Atilano y San Ildefonso.

## Fiestas
En Pontejos se celebran las fiestas patronales en honor a Santiago Apóstol el  25 de julio.

## Galería de imágenes

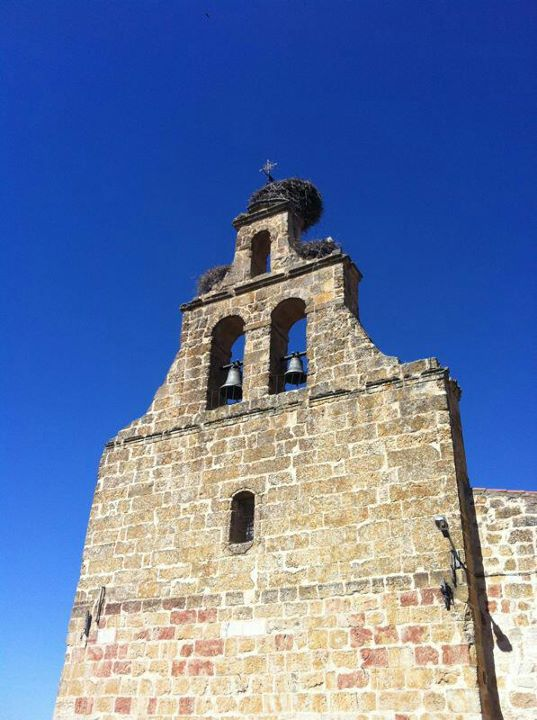
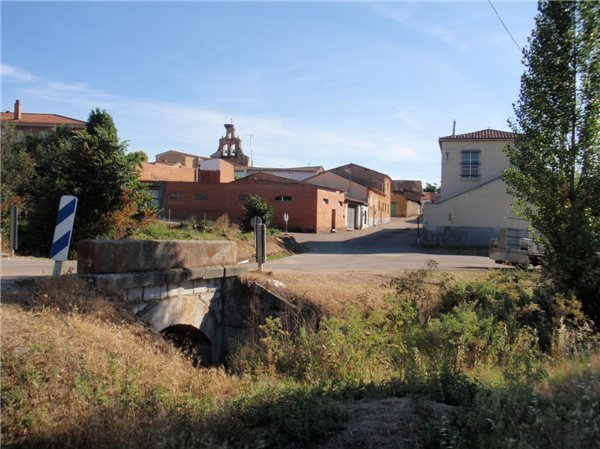
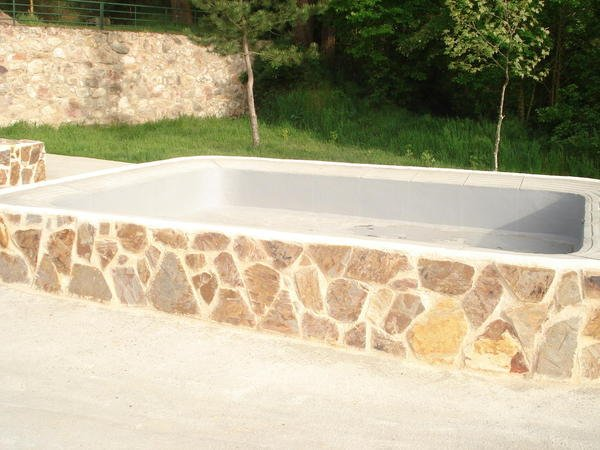
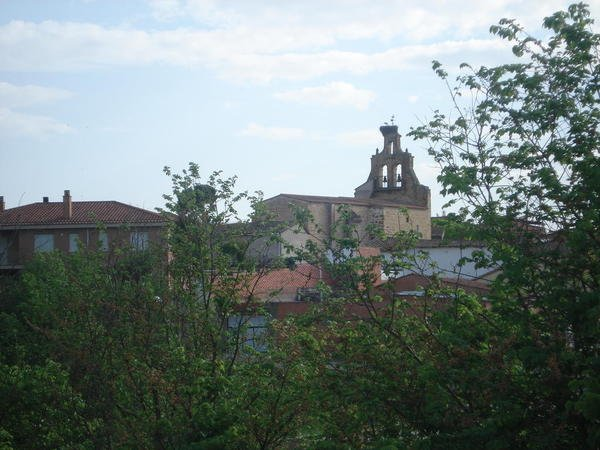

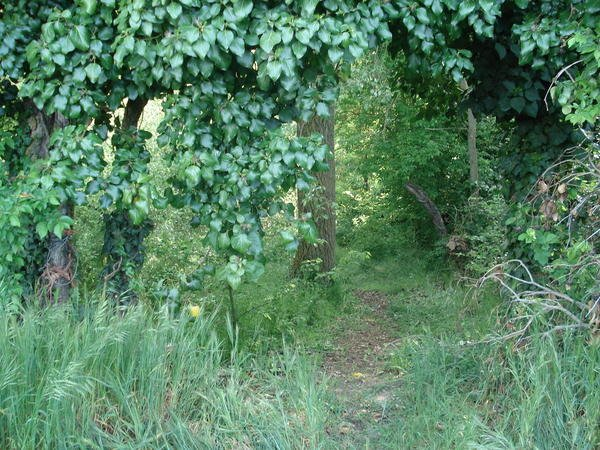
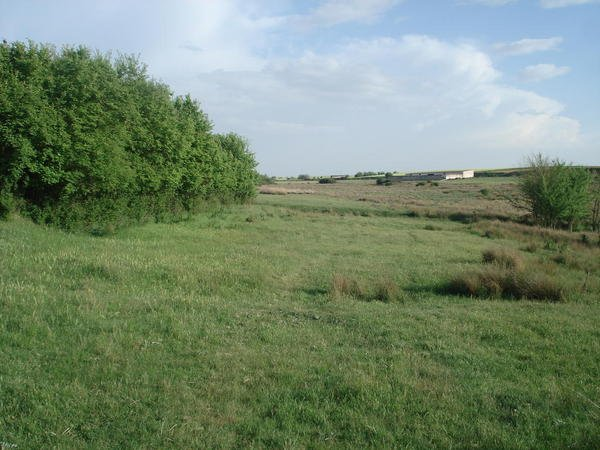
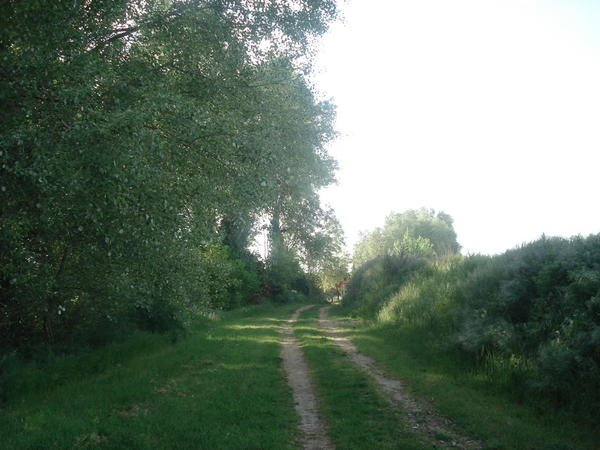
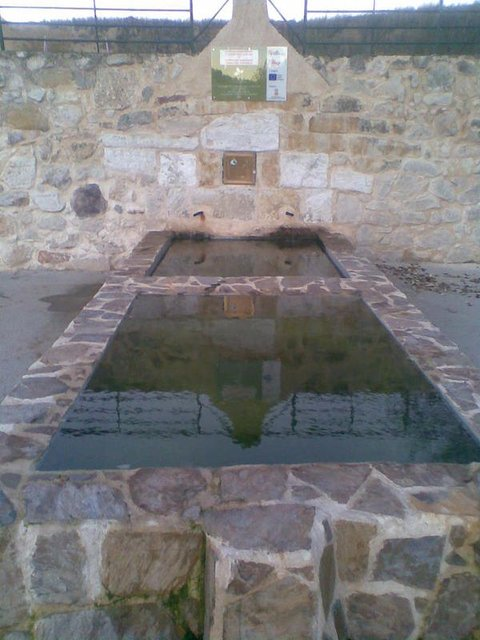

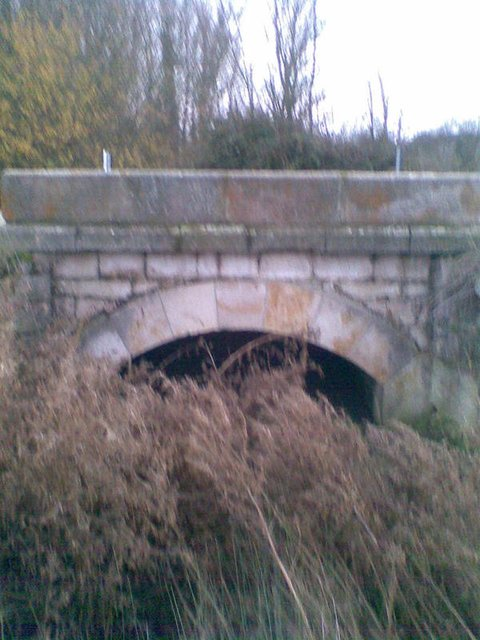
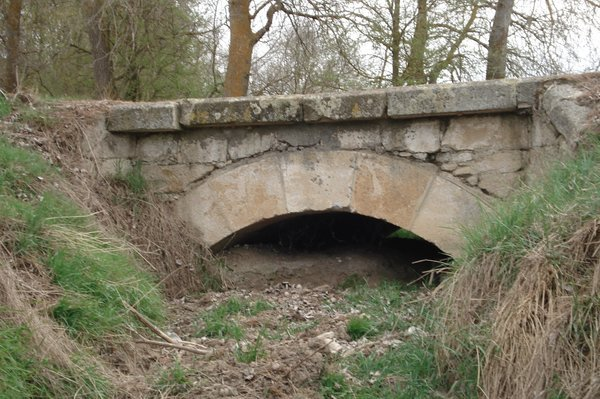
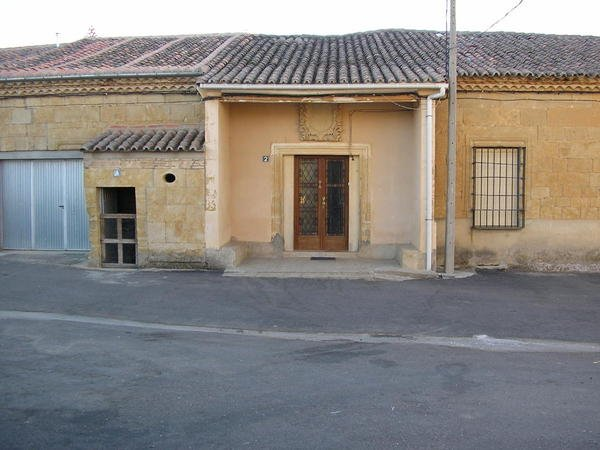
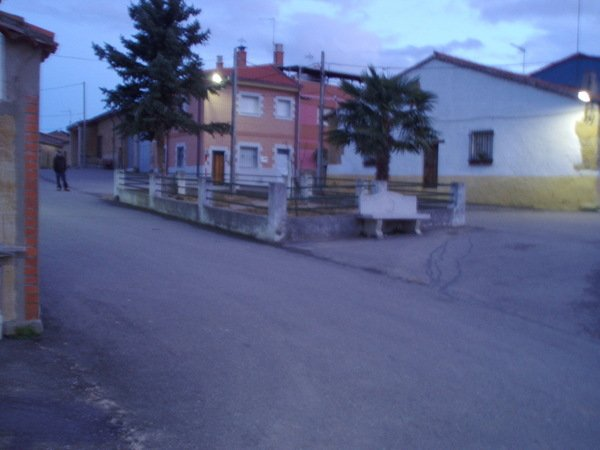